# Liechtenstein az 1984. évi nyári olimpiai játékokon
Liechtenstein az egyesült államokbeli Los Angelesben megrendezett 1984. évi nyári olimpiai játékok egyik részt vevő nemzete volt. Az országot az olimpián 3 sportágban 7 sportoló képviselte, akik érmet nem szereztek.

## Atlétika
Férfi
| Versenyző     | Versenyszám | Előfutam | Előfutam | Előfutam | Negyeddöntő | Negyeddöntő | Negyeddöntő | Elődöntő | Elődöntő | Elődöntő | Döntő   | Döntő    |
| Versenyző     | Versenyszám | Idő      | Hely.    | Össz.    | Idő         | Hely.       | Össz.       | Idő      | Hely.    | Össz.    | Idő     | Helyezés |
| ------------- | ----------- | -------- | -------- | -------- | ----------- | ----------- | ----------- | -------- | -------- | -------- | ------- | -------- |
| Markus Büchel | 100 m       | 10,98    | 7.       | 65.*     | kiesett     | kiesett     | kiesett     | kiesett  | kiesett  | kiesett  | kiesett | kiesett  |
| Markus Büchel | 200 m       | 22,14    | 7.       | 59.*     | kiesett     | kiesett     | kiesett     | kiesett  | kiesett  | kiesett  | kiesett | kiesett  |

Női
| Versenyző    | Versenyszám | Előfutam | Előfutam | Előfutam | Döntő   | Döntő    |
| Versenyző    | Versenyszám | Idő      | Hely.    | Össz.    | Idő     | Helyezés |
| ------------ | ----------- | -------- | -------- | -------- | ------- | -------- |
| Helen Ritter | 1500 m      | 4:19,39  | 9.       | 16.      | kiesett | kiesett  |

| Versenyző      | Versenyszám | 100 m gát | 100 m gát | Magasugrás | Magasugrás | Súlylökés | Súlylökés | 200 m | 200 m | Távolugrás | Távolugrás | Gerelyhajítás | Gerelyhajítás | 800 m   | 800 m | Végeredmény | Végeredmény |
| Versenyző      | Versenyszám | Idő       | Pont      | Eredmény   | Pont       | Eredmény  | Pont      | Idő   | Pont  | Eredmény   | Pont       | Eredmény      | Pont          | Idő     | Pont  | Pont        | Helyezés    |
| -------------- | ----------- | --------- | --------- | ---------- | ---------- | --------- | --------- | ----- | ----- | ---------- | ---------- | ------------- | ------------- | ------- | ----- | ----------- | ----------- |
| Manuela Marxer | Hétpróba    | 15,18     | 729       | 162 cm     | 854        | 10,63 m   | 631       | 26,80 | 699   | 508 cm     | 696        | 33,84 m       | 666           | 2:33,17 | 638   | 4913        | 20.         |

* - egy másik versenyzővel azonos eredményt ért el

## Cselgáncs
| Versenyző         | Versenyszám | Csoport | Selejtező         | 32-es főtábla             | Nyolcaddöntő             | Negyeddöntő       | Elődöntő          | Vigaszág nyolcaddöntő | Vigaszág negyeddöntő | Vigaszág elődöntő       | Bronz- mérkőzés   | Döntő             | Helyezés |
| Versenyző         | Versenyszám | Csoport | Ellenfél Eredmény | Ellenfél Eredmény         | Ellenfél Eredmény        | Ellenfél Eredmény | Ellenfél Eredmény | Ellenfél Eredmény     | Ellenfél Eredmény    | Ellenfél Eredmény       | Ellenfél Eredmény | Ellenfél Eredmény | Helyezés |
| ----------------- | ----------- | ------- | ----------------- | ------------------------- | ------------------------ | ----------------- | ----------------- | --------------------- | -------------------- | ----------------------- | ----------------- | ----------------- | -------- |
| Johannes Wohlwend | Könnyűsúly  | A       |                   | Shaun O'Leary (NZL) · GY  | Ezio Gamba (ITA) · V     |                   |                   |                       | Serge Dyot (FRA) · V | kiesett                 | kiesett           |                   | 9.       |
| Magnus Büchel     | Középsúly   | B       | erőnyerő          | Franch Casadei (SMR) · GY | Robert Berland (USA) · V |                   |                   |                       |                      | Densign White (GBR) · V | kiesett           |                   | 7.       |

## Sportlövészet
Férfi
| Versenyző    | Versenyszám       | Pont | Helyezés |
| ------------ | ----------------- | ---- | -------- |
| Theo Schurte | Sportpuska, fekvő | 578  | 55.      |
| Remo Sele    | Sportpuska, fekvő | 572  | 65.      |